# CCL14
CCL14 (englisch CC-chemokine ligand 14, synonym HCC-1) ist ein Zytokin aus der Familie der CC-Chemokine.

## Eigenschaften
CCL14 ist ein Präprotein und wird in eine aktive Form von 76 Aminosäuren gespalten. Die aktive Form ist an Entzündungsprozessen beteiligt. CCL14 besitzt eine hohe Homologie zu CCL3 und CCL4. Es aktiviert Monozyten. CCL14 wird in der Milz, im Knochenmark, in der Leber, in Muskeln und im Darm gebildet.